# Блоктон (Айова)
Блоктон (англ. Blockton) — місто (англ. city) в США, в окрузі Тейлор штату Айова. Населення — 125 осіб (2020).

## Географія
Блоктон розташований за координатами 40°37′1″ пн. ш. 94°28′40″ зх. д. / 40.61694° пн. ш. 94.47778° зх. д. (40.616881, -94.477841).  За даними Бюро перепису населення США в 2010 році місто мало площу 1,68 км², з яких 1,67 км² — суходіл та 0,01 км² — водойми.

## Демографія
Згідно з переписом 2010 року, у місті мешкали 192 особи в 86 домогосподарствах у складі 53 родин. Густота населення становила 114 особи/км².  Було 110 помешкань (65/км²).
Расовий склад населення:
| - 99,5 % — білих - 0,5 % — корінних американців |

До двох чи більше рас належало 0,0 %. Частка іспаномовних становила 2,1 % від усіх жителів.
За віковим діапазоном населення розподілялося таким чином: 21,9 % — особи молодші 18 років, 57,8 % — особи у віці 18—64 років, 20,3 % — особи у віці 65 років та старші. Медіана віку мешканця становила 43,7 року. На 100 осіб жіночої статі у місті припадало 120,7 чоловіків;  на 100 жінок у віці від 18 років та старших — 111,3 чоловіків також старших 18 років.
Середній дохід на одне домашнє господарство  становив 38 905 доларів США (медіана — 30 938), а середній дохід на одну сім'ю — 45 745 доларів (медіана — 45 625). За межею бідності перебувало 17,3 % осіб, у тому числі 17,9 % дітей у віці до 18 років та 0,0 % осіб у віці 65 років та старших.
Цивільне працевлаштоване населення становило 70 осіб. Основні галузі зайнятості: виробництво — 25,7 %, освіта, охорона здоров'я та соціальна допомога — 20,0 %, будівництво — 20,0 %.